# Dekanat Odolanów
Dekanat Odolanów – jeden z 33 dekanatów w rzymskokatolickiej diecezji kaliskiej.

## Parafie
W skład dekanatu wchodzi 9 parafii:
- parafia Chrystusa Króla – Bogdaj
- parafia Chrystusa Króla – Chojnik
- parafia św. Judy Tadeusza – Garki
- parafia św. Antoniego Padewskiego i św. Jadwigi – Granowiec
- parafia Najświętszej Maryi Panny Matki Kościoła – Łąkociny
- parafia św. Barbary – Odolanów
- parafia św. Marcina – Odolanów
- parafia Narodzenia Najświętszej Maryi Panny – Sośnie
- parafia Najświętszej Maryi Panny Królowej Korony Polskiej – Wierzbno

## Sąsiednie dekanaty
Krotoszyn, Mikstat, Ostrów Wielkopolski II, Ostrzeszów, Raszków, Twardogóra, Zduny